# Paolo Tramezzani
Paolo Tramezzani (Castelnovo ne’ Monti, 1970. július 30. –) olasz labdarúgó, edző. 2024 óta a svájci Yverdon-Sport vezetőedzője.

## Pályafutása

### Labdarúgóként
Tramezzani az olaszországi Castelnovo ne’ Montiban született.
1989-ben mutatkozott be az Internazionale felnőtt keretében. 1989 és 1996 között a Prato, a Cosenza, a Lucchese, a Venezia és a Cesena csapatát erősítette kölcsönben. 1996-ban a Piacenza, majd 1998-ban az angol Tottenham Hotspur szerződtette. 2000-ben Pistoieséhez igazolt. 2000-ben visszatért a Piacenzához. 2003-ban az Atalantához, majd a Pro Patriához írt alá. 

### Edzőként
Tramezzani 2011-től 2016-ig az albán válogatott segédedzője volt. 2016-ban a svájci első osztályban szereplő Lugano szerződtette. 2017-ben a Sionhoz csatlakozott. 2018 és 2023 között a ciprusi APÓEL, az olasz Livorno, a horvát Hajduk Split és a szaúd-arábiai Al-Faisaly, illetve három alkalommal a svájci Sion vezetőedzője volt.

## Edzői statisztika
| Csapat       | Nemzet              | –tól               | –ig                 | Mérkőzések | Mérkőzések | Mérkőzések | Mérkőzések | Mérkőzések |
| Csapat       | Nemzet              | –tól               | –ig                 | M          | Gy         | V          | D          | Gy %       |
| ------------ | ------------------- | ------------------ | ------------------- | ---------- | ---------- | ---------- | ---------- | ---------- |
| Lugano       | Svájc               | 2016. december 21. | 2017. június 15.    | 18         | 11         | 2          | 5          | 61,1       |
| Sion         | Svájc               | 2017. június 15.   | 2017. október 22.   | 16         | 4          | 5          | 7          | 25,0       |
| APÓEL        | Ciprusi Köztársaság | 2018. október 10.  | 2019. augusztus 8.  | 39         | 24         | 10         | 5          | 61,5       |
| Livorno      | Olaszország         | 2019. december 10. | 2020. február 3.    | 7          | 0          | 2          | 5          | 0.0        |
| Sion         | Svájc               | 2020. június 3.    | 2020. augusztus 25. | 15         | 5          | 4          | 6          | 33,3       |
| Hajduk Split | Horvátország        | 2021. január 18.   | 2021. május 27.     | 24         | 14         | 4          | 6          | 58,3       |
| Al-Faisaly   | Szaúd-Arábia        | 2021. június 18.   | 2021. október 7.    | 7          | 2          | 3          | 2          | 28,6       |
| Sion         | Svájc               | 2021. október 8.   | 2022. november 21.  | 46         | 17         | 10         | 19         | 37,0       |
| Sion         | Svájc               | 2023. május 16.    | 2023. június 15.    | 5          | 0          | 0          | 5          | 0.0        |
| Összesen     | Összesen            | Összesen           | Összesen            | 177        | 77         | 40         | 60         | 43,5       |

## Sikerei, díjai

### Játékoskét
Internazionale
- Európa-liga
  - Győztes (1): 1993–94

### Edzőként
APÓEL
- Cypriot First Division
  - Bajnok (1): 2018–19